# دائرة عين بابوش
دائرة عين بابوش إحدى دوائر ولاية أم البواقي الجزائرية . عاصمتها هي عين بابوش وتضم بلديات : 
- عين بابوش
- عين ديس